# 支持療法
支持療法(しじりょうほう、supportive care)とは、がんなどのような重篤な疾患や生命を脅かすような疾患を抱えている患者の生活の質を改善するために行われる治療、ケアのこと。例えば、口腔機能管理などが該当する。
もしくはその疾患の治療時に処方される抗がん剤等による副作用を軽減するために行われるもの。一般には、疾患の症状、疾患の治療による副作用、ならびに疾患やその治療に関係した心理的、社会的、精神的な問題を軽減することである